# Rathaus Kamenz

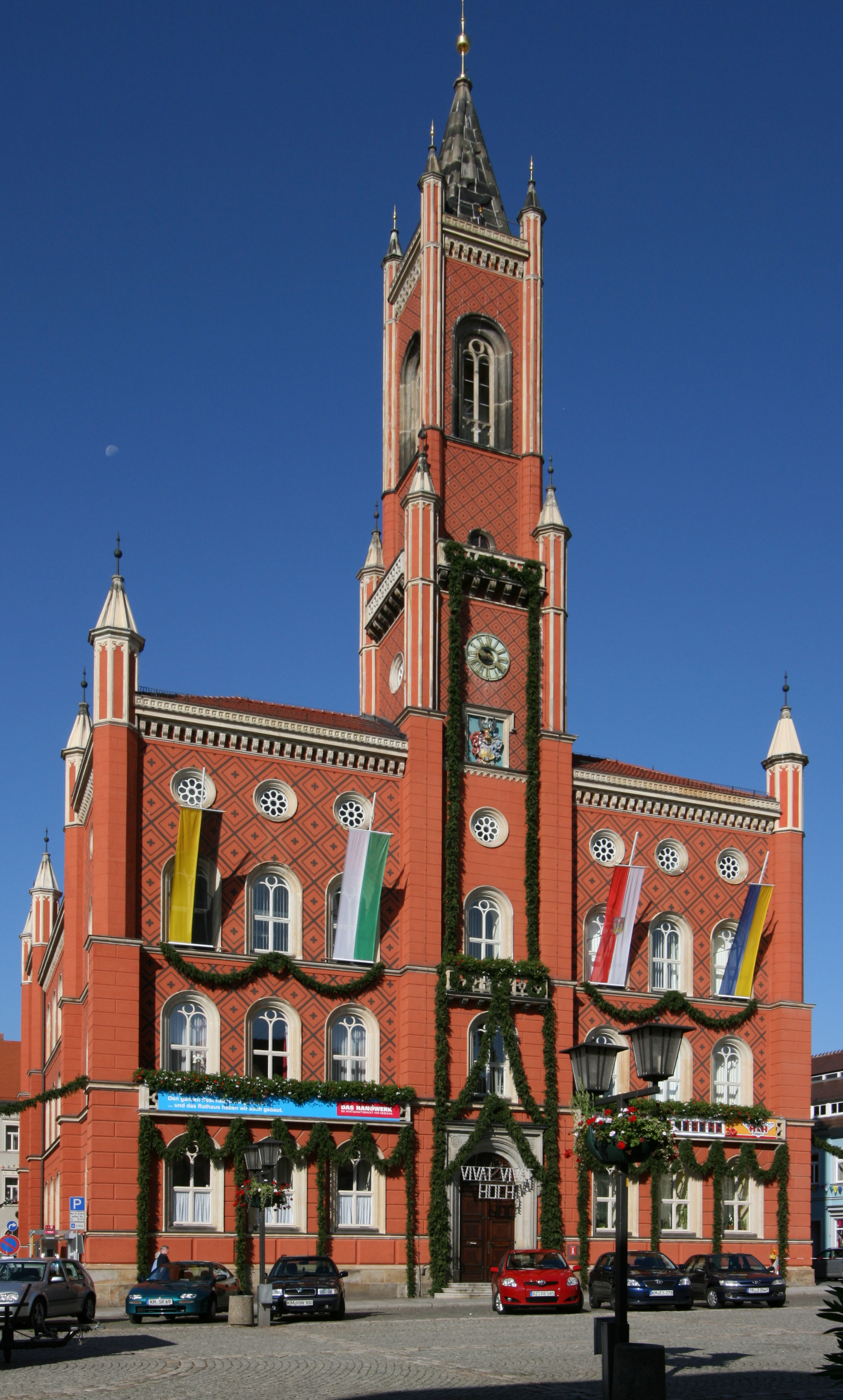
Rathaus Ostfassade am Markt

Das Rathaus von Kamenz in Sachsen ist ein Amtsgebäude am Markt 1. Es ist der Hauptsitz der Stadtverwaltung und prägend für das Stadtbild. Es ist als Kulturdenkmal geschützt.

## Geschichte
Carl August Schramm aus Zittau erbaute es 1847/48 als Ersatz für das beim Stadtbrand von 1842 zerstörte Vorgängergebäude in italianisierenden Rundbogenstilformen im Stil eines venezianischen Palazzo. Als Vorlage dienten Entwürfe von Karl Friedrich Schinkel. Der den Marktplatz beherrschende symmetrische dreigeschossige Bau wird von einem 40 Meter hohen, mittig angelegten schlanken Turm über quadratischem Grundriss dominiert, Fialtürmchen schmücken die Ecken. Die rote Putzfassade ist gequadert und weist ein Rautenmuster auf.

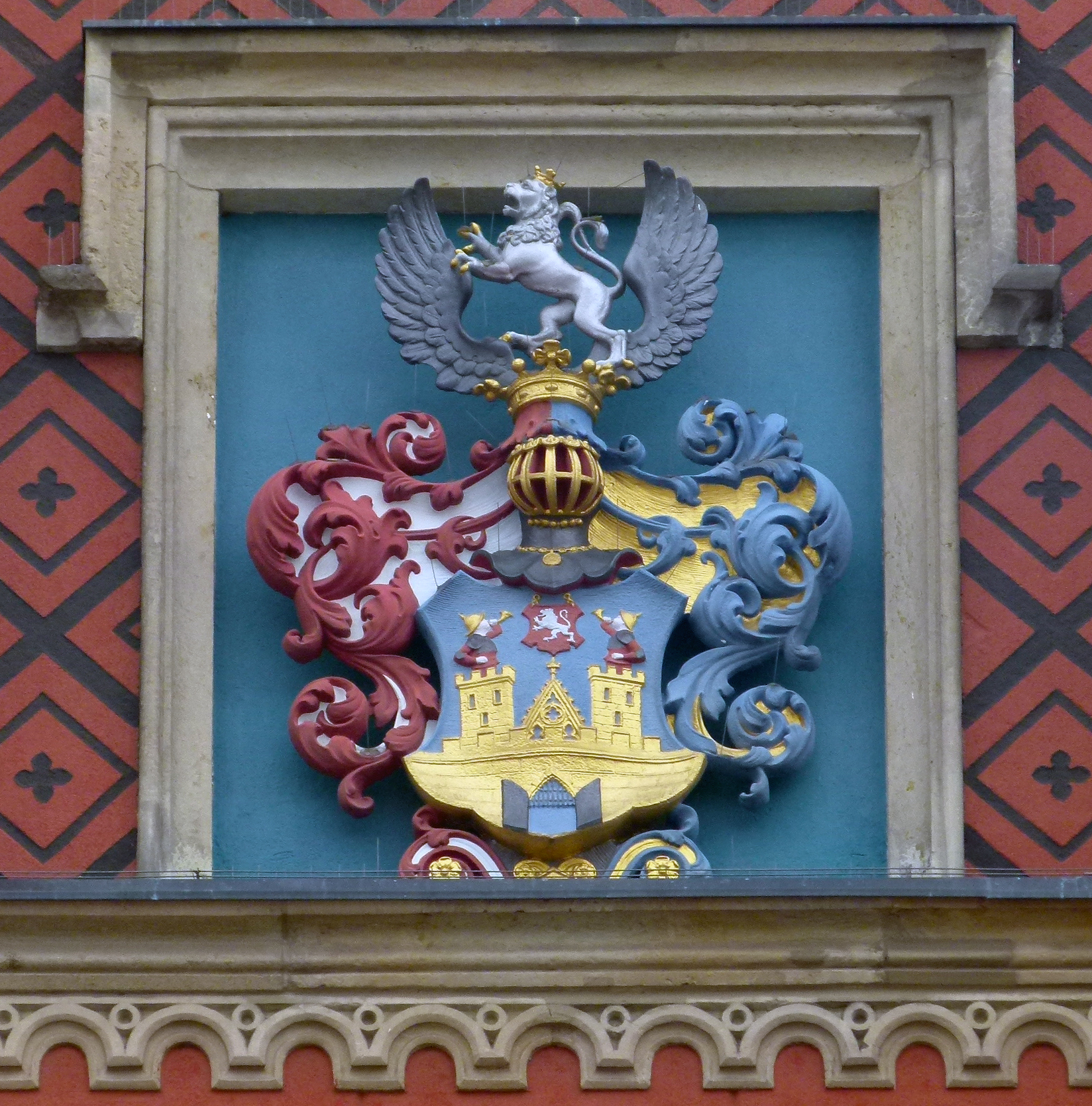
Reliefwappen am Rathaus
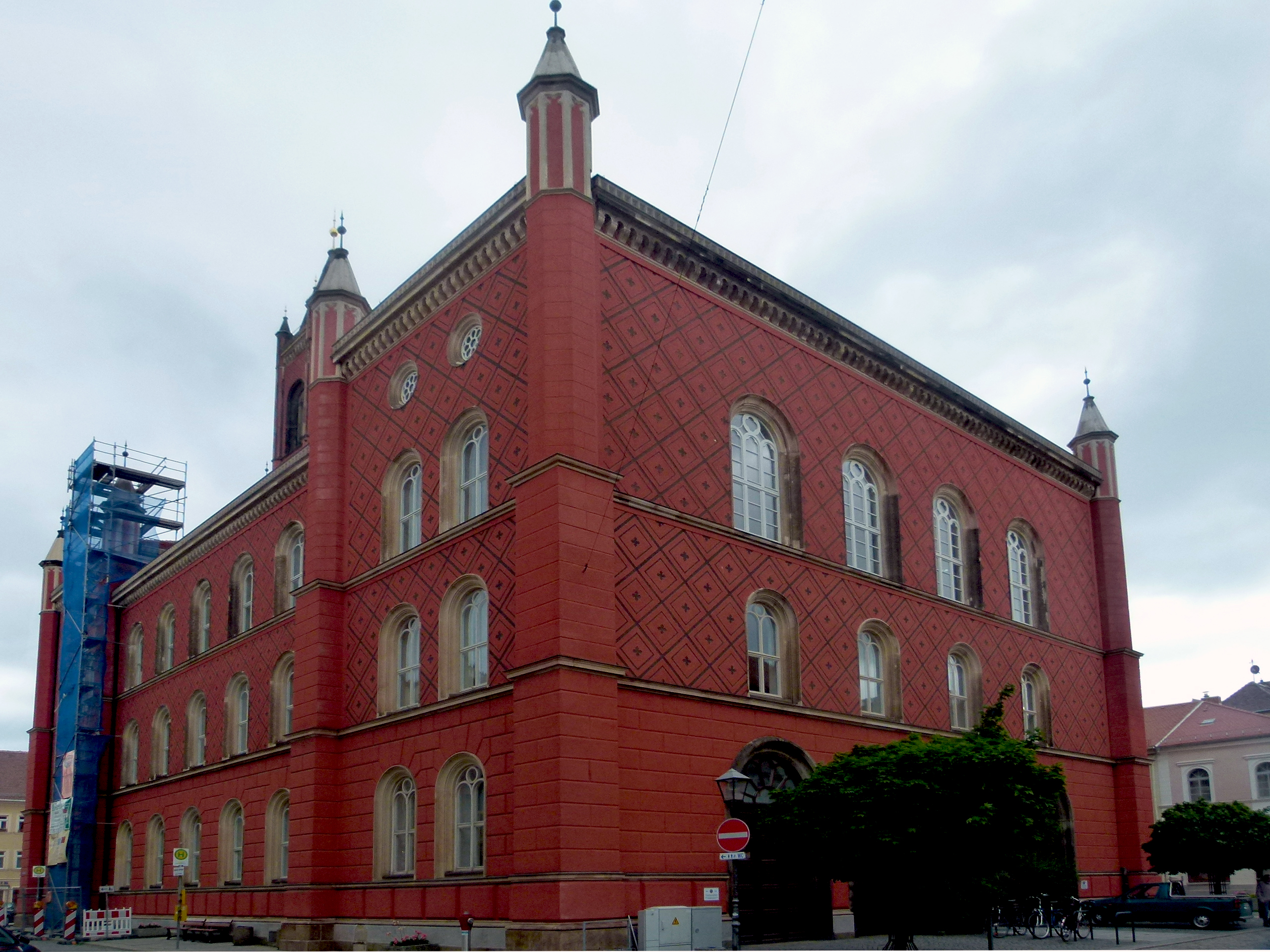
Rückseite des Rathauses